# Alem, Maren en Kessel
Pour les articles homonymes, voir Alem.
Alem, Maren en Kessel est une ancienne commune néerlandaise de la province du Brabant-Septentrional, qui a existé de 1821 à 1958.
Vers 1813, à la répartition communale du jeune Royaume des Pays-Bas, les trois villages en aval de Lith sur la rive gauche de la Meuse : Alem, Maren et Kessel étaient installés comme trois communes indépendantes. Déjà en 1819, on décide d'une fusion et le 1er janvier 1821, la commune de Alem, Maren en Kessel est fondée. Het Wild et Gewande, hameaux encore plus en aval, en faisaient également partie. Vers 1900, Gewande est transféré à l'ancienne commune d'Empel en Meerwijk, qui fait depuis 1971 partie de la commune de Bois-le-Duc.
Par la canalisation de la Meuse dans les années 1930, Alem change de rive et de province. À la suite de cet événement, on supprime la commune en 1958. Alem est transféré à l'ancienne commune de Rossum, qui est annexé à son tour en 1999 à la commune actuelle de Maasdriel dans la province du Gueldre, tandis que Maren, Kessel et Het Wild ont été annexés par la commune de Lith dans la province du Brabant-Septentrional.

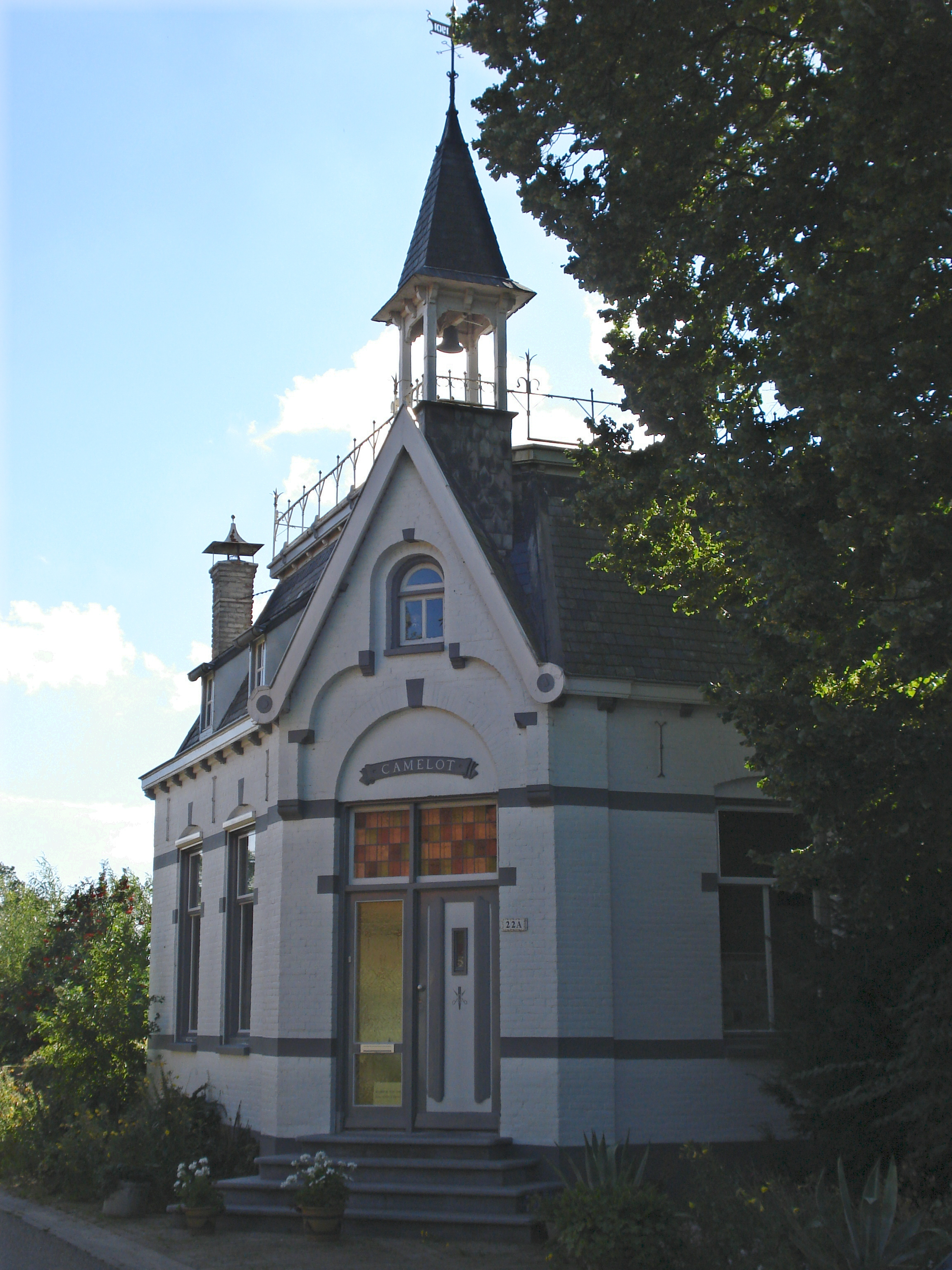
Alem, Maren en Kessel, l'ancienne mairie à Maren

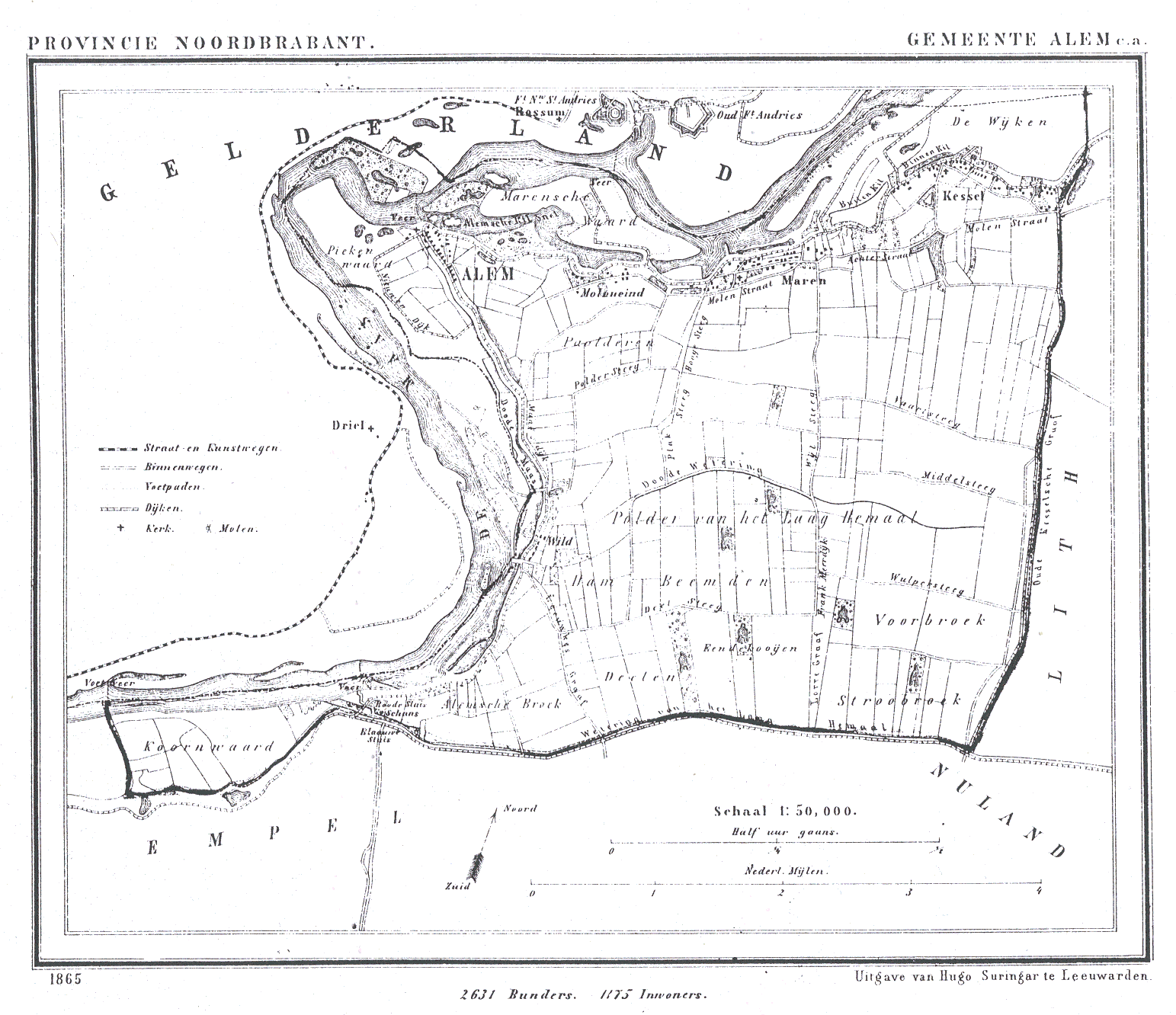
Carte d'Alem, Maren en Kessel en 1865

## Sources
- Site officiel de la commune de Lith